# Emmet T. Hooper
Emmet Thurman Hooper, Jr. (* 9. August 1911 in Phoenix, Arizona; † 28. Juni 1992 in Aptos, Kalifornien) war ein US-amerikanischer Mammaloge und Hochschullehrer.

## Leben
Hooper war das älteste von zwei Kindern von Emmet Thurman Hooper, Sr. und Frances Jewell Hooper, geborene McDonald. Seine Grundschulzeit verbrachte er in Phoenix, aber bereits nach seinem ersten Highschool-Jahr zog die Familie nach San Diego, Kalifornien, wo Hooper seinen Highschool-Abschluss machte. Im Alter von 17 Jahren schrieb er sich an der San Diego State University ein. 1932 wechselte er jedoch als Laborassistent an die University of California, Berkeley, wo Joseph Grinnell sein Mentor wurde. Nach seinem Bachelor-Abschluss im Jahr 1933 setzte er sein Studium fort und erwarb 1936 mit der Dissertation Geographical variation in wood rats of the species Neotoma fuscipes den Master-Abschluss. 1939 wurde er mit der Dissertation San Francisco Bay as a factor influencing geographic variations in rodents zum Ph.D. promoviert. In seiner Doktorarbeit befasste er sich mit der geografischen Variation von Buschratten in der Bucht von San Francisco.
Während seines Studiums in Berkeley arbeitete er auch als Teilzeitassistent im United States Bureau of Fisheries. Im Februar 1936 heiratete er Helen Winifred Bacon, mit der zwei Söhne hatte. Kurz vor Abschluss seiner Promotion nahm Hooper eine Posten ohne feste Anstellung am Museum of Zoology der University of Michigan an, wo er eine lange berufliche Zusammenarbeit mit seinen Kommilitonen William Henry Burt und Lee Dice, die ebenfalls in Berkeley studiert hatten, begann.
Seine Zeit an der University of Michigan wurde durch den Zweiten Weltkrieg unterbrochen, wo er vier Jahre im United States Army Air Corps diente. 1946 wurde er im Dienstgrad eines Captains entlassen. Im selben Jahr kehrte er an die University of Michigan zurück und blieb bis zu seiner Pensionierung im Jahr 1978 als Professor und Kurator am Museum of Zoology tätig. 
Während dieser drei Jahrzehnte diente er als Hauptprofessor für viele Doktoranden, die später bedeutende Karrieren in der Säugetierkunde machten. Seine eigenen Forschungen, die er in 85 Arbeiten und Monographien veröffentlichte, befassten sich hauptsächlich mit den Mäuseartigen, insbesondere mit deren Morphologie und Systematik. Nachdem 1976 seine Frau gestorben war, beschloss Hooper, nach seiner Pensionierung an der University of Michigan nach Santa Cruz umzuziehen und eine Stelle als Leiter des Seeotter-Forschungsprogramms des United States Fish and Wildlife Service am Center for Marine Studies der University of California, Santa Cruz anzunehmen. Zudem war er Beauftragter des Santa Cruz Museums, Mitglied bei Friends of the Sea Otter und The Nature Conservancy sowie Mitglied des Bürgerbeirats für den Nisenemarks State Park. 1983 heiratete er Leanore Theriot. 1985 wurde er zum Fellow der California Academy of Sciences gewählt. Zudem war er Mitglied der American Association for the Advancement of Science.
Hooper spielte eine wichtige Rolle in der American Society of Mammalogists (ASM), der er 1934 als junger Hochschulstudent beitrat. Er arbeitete in vielen Ausschüssen mit und war von 1941 bis 1947 korrespondierender Sekretär und Bereichsleiter. Von 1947 bis 1959 war er Vorstandsmitglied, von 1959 bis 1962 Vizepräsident und von 1962 bis 1964 war er Präsidenten der ASM. Im Jahr 1976 verlieh ihm die Gesellschaft in Anerkennung seiner zahlreichen Beiträge zur Säugetierkunde während seiner gesamten Laufbahn die Ehrenmitgliedschaft. Hooper war auch in anderen professionellen Organisationen aktiv. Er diente von 1964 bis 1965 als Programmdirektor für die Systematikabteilung der National Science Foundation und war maßgeblich an der Gründung und frühen Entwicklung der Organization of Tropical Studies (OTS) beteiligt, indem er in den 1960er Jahren zwei OTS-Feldkurse in Costa Rica leitete.
Hooper beschrieb die Gattungen Habromys, Isthmomys und Osgoodomys sowie die Unterarten Tamias striatus peninsulae, Dipodomys phillipsii oaxacae, Geomys bursarius jugossicularis, Thomomys bottae collis, Thomomys bottae morulus, Thomomys bottae paguatae, Thomomys bottae planorum, Thomomys talpoides taylori, Sorex palustris punctulatus und Urocyon cinereoargenteus madrensis.

## Dedikationsnamen
Nach Hooper sind die Hooper-Hirschmaus (Peromyscus hooperi) sowie die Unterart Rheitrodontomys megalotis hooperi der Westlichen Erntemaus benannt.